# Liste der Kulturdenkmäler in Nußdorf (Landau)
In der Liste der Kulturdenkmäler in Nußdorf sind alle Kulturdenkmäler im Stadtteil Nußdorf der rheinland-pfälzischen Stadt Landau in der Pfalz aufgeführt. Grundlage ist die Denkmalliste des Landes Rheinland-Pfalz (Stand: 6. November 2023).

## Einzeldenkmäler
| Bezeichnung                             | Lage                             | Baujahr                           | Beschreibung | Bild                           |
| --------------------------------------- | -------------------------------- | --------------------------------- | --- | ------------------------------ |
| Hofanlage                               | Bauerngasse 29 Lage              | 1577                              | Hofanlage; zweiteiliges eingeschossiges Fachwerkhaus über Hochkeller, bezeichnet 1577 (Bild) und 1782 | Fotos hochladen                |
| Inschriftstein                          | Geißelgasse, an Nr. 35 Lage      | 1802                              | Inschriftstein, bezeichnet 1802 | Fotos hochladen                |
| Wohnhaus                                | Hintergasse 3 Lage               | um 1800                           | spätbarockes Fachwerkhaus, teilweise massiv, um 1800 | Fotos hochladen                |
| Wohnhaus                                | Kirchhohl 10 Lage                | 15. oder 16. Jahrhundert          | Fachwerkhaus, teilweise massiv, im Kern spätgotisch, Umbau um 1800 | Fotos hochladen                |
| Inschriftstein                          | Kirchstraße, an Nr. 8 Lage       | 1786                              | Inschriftstein, spätbarock, bezeichnet 1786 | Fotos hochladen                |
| Inschriftstein                          | Kirchstraße, an Nr. 19 Lage      | 1804                              | Inschriftstein, ornamentiert, bezeichnet 1804 | Fotos hochladen                |
| Schulhaus                               | Kirchstraße 34 Lage              | 1878                              | Schule; Walmdachbau, überwiegend spätklassizistisch, bezeichnet 1878 | Fotos hochladen                |
| Protestantische Pfarrkirche             | Kirchstraße 61 Lage              | 15. oder 16. Jahrhundert          | ehemals St. Johannes Evangelist; spätgotischer Saalbau, 1738 barock überformt, neugotischer Turm, 1856, römischer Reliefstein (Bild; Juno) | weitere Bilder Fotos hochladen |
| Wohnhaus                                | Kirchstraße 63 Lage              | um 1600                           | Walmdachbau, im Kern um 1600, barocke Überformung im 18. Jahrhundert | Fotos hochladen                |
| Schlussstein                            | Kirchstraße, an Nr. 64 Lage      | 1723                              | ehemaliger Bogenschlussstein, barock, bezeichnet 1723 | Fotos hochladen                |
| Bauernkriegshaus                        | Kirchstraße 66, Kirchhohl 7 Lage | 1671/72                           | Hofanlage, barockes Fachwerk-Doppelwohnhaus, teilweise massiv, Krüppelwalmdach, dendrodatiert 1671/72 | weitere Bilder Fotos hochladen |
| Hofanlage                               | Lindenbergstraße 30 Lage         | erste Hälfte des 19. Jahrhunderts | Weingut; Wohnhaus im Kern aus der ersten Hälfte des 19. Jahrhunderts, wohl nach 1910 überformt | Fotos hochladen                |
| Inschrifttafel                          | Lindenbergstraße, an Nr. 52 Lage | 1802                              | Inschrifttafel, bezeichnet 1802 | Fotos hochladen                |
| Hofanlage                               | Walsheimer Straße 15 Lage        | 1761                              | Dreiseithof, im Kern barock; Wohnhaus bezeichnet 1761 (Bild) | Fotos hochladen                |
| Katholische Kirche St. Johannes Nepomuk | Walsheimer Straße 28 Lage        | 1910                              | romanisierender Saalbau, Heimatstil, 1910, Architekt Wilhelm Schulte I., Neustadt an der Weinstraße | Fotos hochladen                |
| Friedhof                                | nördlich des Ortes Lage          |                                   | auf dem Friedhof: - Friedhofstor, klassizistisch, bezeichnet 1830 (Bild) - Grabmal L. und C. Gastroph, Engel, um 1899/1906 (Bild) - Grabmal K. und E. Hochdörfer, Felsstele, um 1901 - Grabmal Familie Fritz Bodem, Engel, Ende des 19. Jahrhunderts (Bild) - Grabmal J. Lorenz, barockisierende Stele, um 1891 - Grabmal A. M. Pfaffmann, klassizistische Säule, um 1829 - Kriegerdenkmal 1914/18, Krieger, 1920er Jahre (Bild) | Fotos hochladen                |